# プリモ・ウォーモ
プリモ・ウォーモ（イタリア語: Primo uomo）とは、オペラにおける主役男性歌手。主にテノール歌手を指すことが多い。相対する概念に、主役女性歌手を意味する「プリマドンナ」がある。

## 代表的なプリモ・ウォーモ
- エンリコ・カルーソー
- フョードル・シャリアピン（バス）
- ジョヴァンニ・マルティネッリ
- ティート・スキーパ
- ベニャミーノ・ジーリ
- ラウリッツ・メルヒオール
- ジャコモ・ラウリ＝ヴォルピ
- 藤原義江
- 木下保
- ジャン・ピアース
- ラウル・ジョバン
- 永田絃次郎
- ユッシ・ビョルリング
- ラモン・ヴィナイ
- リチャード・タッカー
- フェルッチョ・タリアヴィーニ
- 柴田睦陸
- マリオ・デル＝モナコ
- ジュゼッペ・ディ・ステファーノ
- ジャンニ・ポッジ
- フランコ・コレッリ
- ジャンニ・ライモンディ
- カルロ・ベルゴンツィ
- ニコライ・ゲッダ
- ジェームズ・キング
- ジョン・ヴィッカーズ
- アルフレード・クラウス
- ルチアーノ・パヴァロッティ
- フランコ・ボニゾッリ
- プラシド・ドミンゴ
- ホセ・カレーラス
- 山路芳久
- 市原多朗
- フランシスコ・アライサ
- グレゴリー・クンデ
- ファビオ・アルミリアート
- アンドレア・ボチェッリ
- ラモン・バルガス
- ロベルト・アラーニャ
- マルセロ・アルバレス
- ホセ・クーラ
- サルヴァトーレ・リチートラ
- ヨナス・カウフマン
- ファン・ディエゴ・フローレス
- ヴィットリオ・グリゴーロ
- バンジャマン・ベルナイム

| サブスタブ | この項目は、まだ閲覧者の調べものの参照としては役立たない、書きかけの項目です。この項目を加筆・訂正などしてくださる協力者を求めています。このテンプレートは分野別のサブスタブテンプレートやスタブテンプレート（Wikipedia:分野別のスタブテンプレート参照）に変更することが望まれています。 |